# P (oznaczenie)

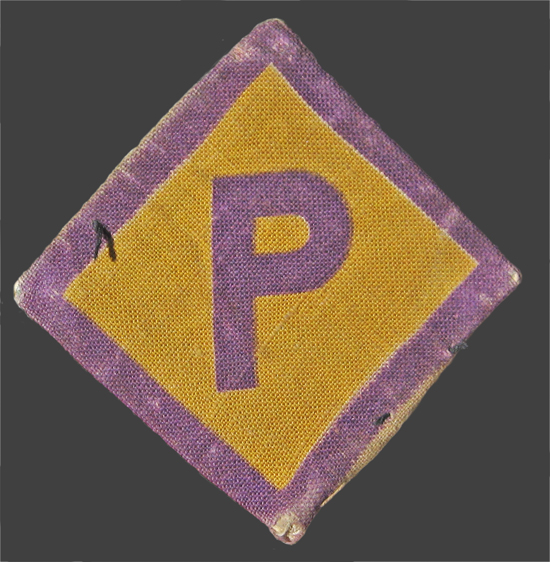
Zdjęcie naszywki z oznaczeniem P.

P (niem. Polenabzeichen) – oznaczenie Polaków zmuszonych do pracy przymusowej w III Rzeszy (Zivilarbeiterów).
Wprowadzone przez władze niemieckie dekretami polskimi z 8 marca 1940 roku, podpisanymi przez szefa SS Heinricha Himmlera, musieli je nosić w widocznym miejscu wszyscy Polacy zmuszeni do niewolniczej pracy w Niemczech.

Oznaczenie P

W dekretach napisano m.in.: „[...] Robotnicy i robotnice polskiej narodowości, którzy są lub będą włączeni do pracy cywilnej w Niemczech, mają obowiązek stałego noszenia na piersi każdej części ubioru po prawej stronie noszonego ubrania widocznego znaku. Znak składa się z postanowionego na kancie kwadratu o boku 5 cm, półcentymetrowego fioletowego obramowania i litery P na środku. Kto nie zastosuje się do przepisów, będzie podlegał karze grzywny do 150 RM [reichsmarek – przyp. red.] lub karze aresztu sześć tygodni [...]”.